# Quảng trường Cách mạng Tháng Tám
Quảng trường Cách mạng Tháng Tám (tên khác: Quảng trường 19-8, Quảng trường Nhà hát Lớn) là một quảng trường nằm ở trước mặt Nhà hát lớn Hà Nội, thuộc phường Tràng Tiền, quận Hoàn Kiếm, thành phố Hà Nội.

## Tên gọi
Quảng trường Cách mạng Tháng Tám có tên khác là Quảng trường 19-8 vì tại đây, ngày 19 tháng 8 năm 1945 đã diễn ra một cuộc mít tinh lớn được Việt Minh biến thành cuộc biểu dương lực lượng và hoạt động vũ trang cướp chính quyền, mở đầu cuộc tổng khởi nghĩa Cách mạng tháng Tám trên cả nước. Tên gọi 19-8 mới có từ năm 1994, thời Pháp thuộc gọi là Quảng trường Nhà hát Lớn.